# Julio Basulto Marset
Julio Basulto Marset (Barcelona, 1971) és un dietista i nutricionista, diplomat en Nutrició Humana i Dietètica per la Universitat de Barcelona el 2004 i col·legiat al Col·legi de Dietistes-Nutricionistes de Catalunya, professor associat de la Universitat de Vic (Grau de Nutrició Humana i Dietètica a la Facultat de Ciències de la Salut i Benestar) i col·laborador habitual a Radio Nacional de España, el diari El País, a més de ser l'autor de nombroses publicacions i llibres, a més de ser formador en diversos cursos.
Ha sigut professor a la Unitat de Nutrició Humana de la Universitat Rovira i Virgili de l'any 2005 al 2009, editor de la Revista Española de Nutrición Humana y Dietética, i responsable d'investigació en el Grup de Revisió, Estudi i Posicionament de l'Associació Espanyola de Dietistes-Nutricionistes. També va ser tècnic especialista en Hostaleria i Turisme per l'Escola Joviat de Manresa l'any 1994 i exercí com a dietista i nutricionista diversos anys al centre Gavà Salut Familiar. Coordina a més un mòdul al Màster en Obesitat i les seves Comorbilitats a la Universitat Rei Joan Carles.
Fins a l'any 2015 fou codirector de "Comer o no comer", un observatori permanent per a l'estudi de mites i dietes miracle. Basulto és especialista en alimentació saludable i desmitificació de dietes per al control del pes, així com un crític amb la indústria del menjar porqueria i ultraprocessats. És també molt contrari al consum de begudes alcohòliques del qual afirma basant-se en estudis científics que no n'existeix un consum raonable ni responsable.
Com a base d'una bona alimentació saludable Basulto recomana els següents punts:
- Més fruites fresques i hortalisses.
- Més llegums.
- Més fruits secs sense sal ni xocolata.
- Més vida activa i social.
- Canvia a aigua, sacia la teva set amb aigua.
- Canvia a oli d'oliva, almenys a Espanya.
- Canvia a integrals (arròs, pasta, pa).
- Canvia a aliments de temporada, no pas perquè siguin més saludables sinó més sostenibles.
- Menys sucre i aliments ensucrats.
- Menys sal i aliments salats.
- Menys ultraprocessats.
- Menys carns vermelles i processades (incloent-hi el pernil).

## Obres
- Basulto, Julio. No más dieta. 1a..  Barcelona: Debolsillo, 2010, p. 304. ISBN 9788499082745.
- Basulto, Julio. Secretos de la gente sana. 1..  Barcelona: Debolsillo, 2012, p. 240. ISBN 978-84-9989-389-1.
- Basulto, Julio. Se me hace bola.  Barcelona: Debolsillo, 2013, p. 188. ISBN 978-84-9032-061-7.
- Basulto, Julio. Comer y correr. Segundaición.  Barcelona: Debolsillo, 2014, p. 304. ISBN 978-84-9032-800-2.
- Basulto, julio. Mam ̀Come Sano..  Debolsillo, 2015, p. 296. ISBN 978-84-9062-411-1.
- Basulto, Julio. Más vegetales, menos animales. Primeraición.  Barcelona: Debolsillo, 2016, p. 344. ISBN 978-84-663-3463-1.
- Basulto, Julio. Dieta y cáncer : qué puede y qué no puede hacer tu alimentación frente al cáncer. Segundaición.  Barcelona: Ediciones Martínez Roca, 2019, p. 304. ISBN 978-84-270-4499-9.
- Soler Sarrió, Alberto. Niños sin etiquetas : cómo fomentar que tus hijos tengan una infancia feliz acompañando su desarrollo sin limitaciones ni prejuicios.  Barcelona: Paidós, 2020, p. 400. ISBN 978-84-493-3706-2.
- Romeo Casabona, Carlos María. Beber sin sed : guía para elegir bien lo que bebes. 1a.ición.  Barcelona: Ediciones Paidós, 2020, p. 328. ISBN 978-84-493-3719-2.
- Basulto, Julio. Alimentación vegerariana en la infancia: las respuestas definitivas a todas tus veggie-dudas.  Barcelona: Debolsillo, 2021, p. 488. ISBN 978-84-663-5605-3.
- Basulto, Julio. Come mierda : no comas mejor, deja de comer peor. 1ª.  Barcelona]: Vergara, 2022, p. 328. ISBN 978-84-18620-44-7.